# Walton, Suffolk
Walton är en ort i civil parish Felixstowe, i distriktet East Suffolk i grevskapet Suffolk, i England. Orten är belägen 16 km från Ipswich. Walton var en civil parish fram till 1914 när blev den en del av Felixstowe. Civil parish hade 4 226 invånare år 1911. Byn nämndes i Domedagsboken (Domesday Book) år 1086, och kallades då Waletuna.